# خارپشت‌ماهی لکه‌سیاه
خارپشت‌ماهی لکه‌سیاه (نام علمی: Diodon liturosus) نام یک گونه از تیره خارپشت‌ماهیان است.